# Bonifica di Central e Wan Chai

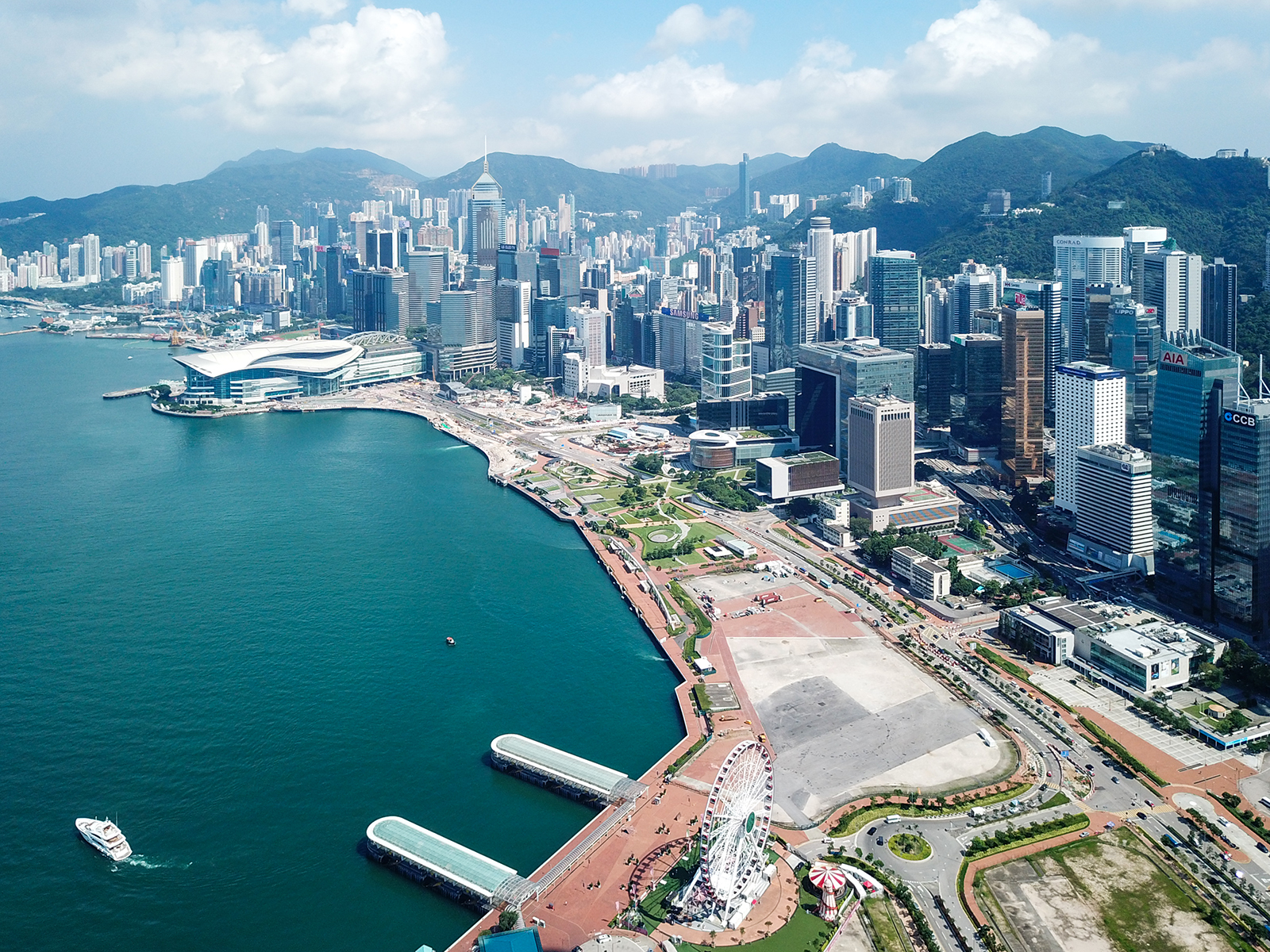
La bonifica completata nel 2018

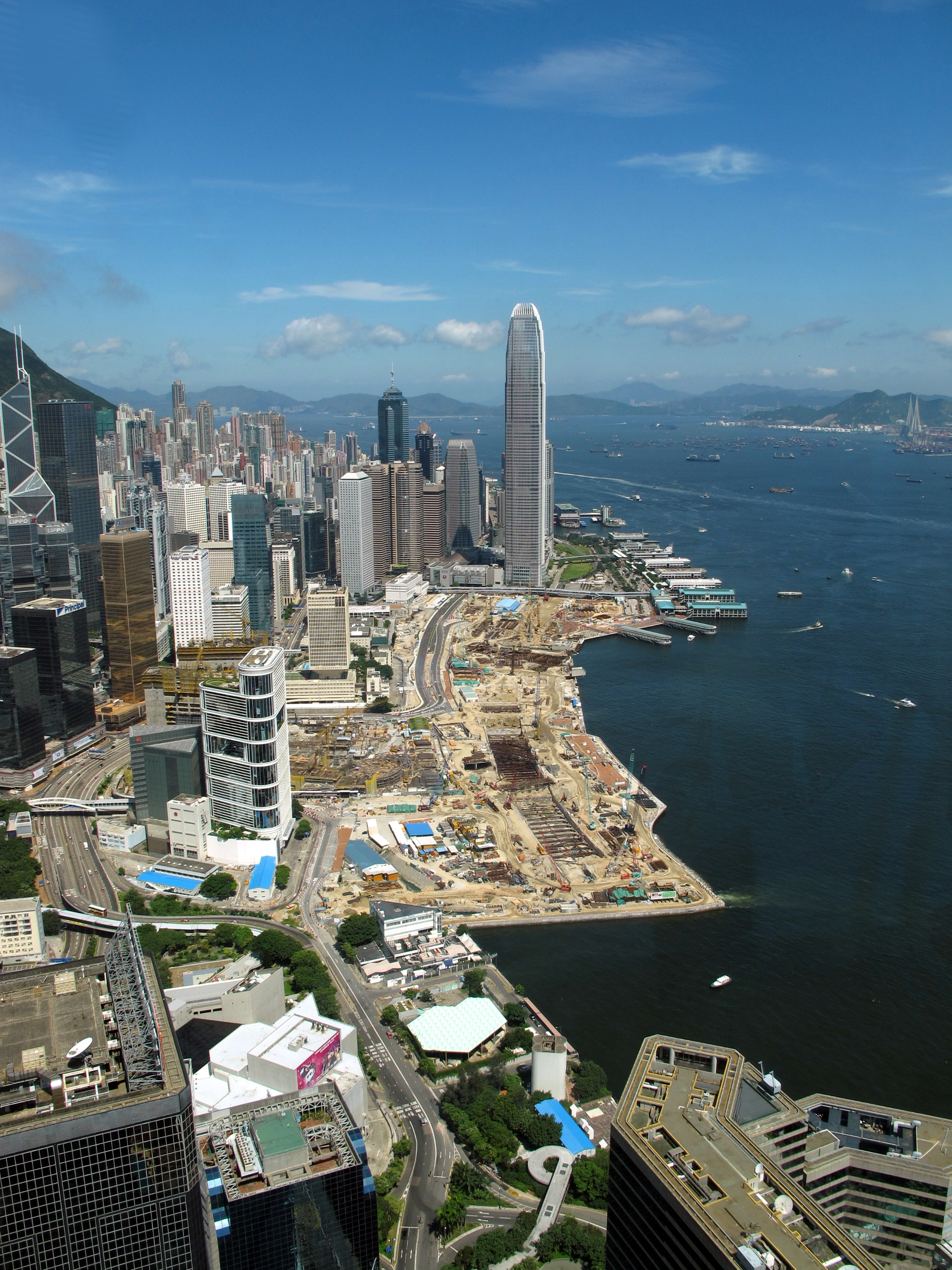
Victoria Harbour nel luglio 2010, visto da Central Plaza, Wan Chai

La bonifica dei distretti di Central e Wan Chai è un progetto lanciato dal governo di Hong Kong negli anni 90 per la bonifica di terreni destinandoli a scopi differenti. La bonifica ha permesso l'avvio di nuovi progetti, tra cui miglioramenti ai trasporti pubblici, come la costruzione di nuove stazioni della metropolitana di Hong Kong, la ferrovia Airport Express e la variante Central-Wan Chai, nonché spazi ricreativi, come il Central Harbourfront Event Space, il Tamar Park e la ruota panoramica di Hong Kong.

## Antefatti
Il progetto è stato menzionato per la prima volta nella strategia di pianificazione avviata dal governo di Hong Kong nel 1985. Nel 1989 è stato completato uno studio sulla fattibilità delle operazioni, a cui ha fatto seguito l'approvazione del progetto da parte del Comitato per la politica di sviluppo del territorio.

### Obiettivi
La bonifica proposta si estendeva lungo il litorale dell'isola da Sheung Wan a Causeway Bay. Gli obiettivi del progetto, tra le altre cose, includevano:
- fornire terreno per la stazione di Hong Kong della metropolitana e il tunnel per l'Airport Express;
- fornire terreno per il Central-Wan Chai Bypass e l'Island Eastern Corridor per modificare il percorso della Route 4;
- offrire terra per la costruzione della linea linea metropolitana Sha Tin-Central;
- fornire nuovo terreno per la progettazione della North Island Line;
- migliorare i dintorni dei quartieri limitrofi, fornendo nuovi spazi aperti.

## Il progetto

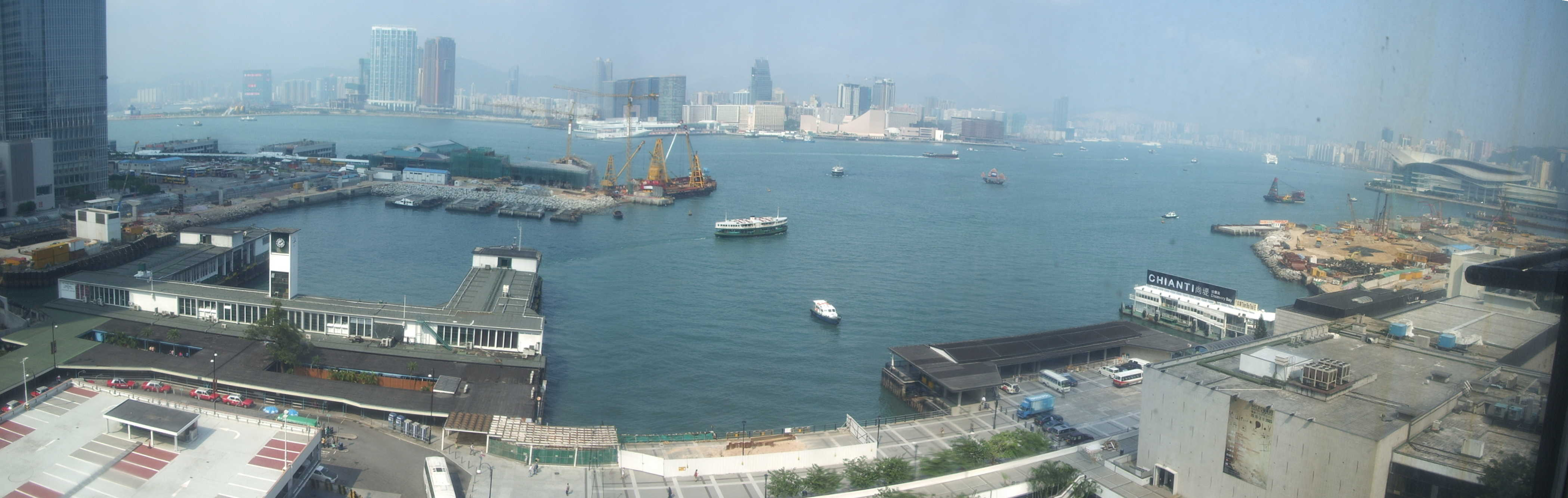
Victoria Harbour il 14 ottobre 2005, visto dal municipio di Central poco dopo l'inizio della Fase 3.

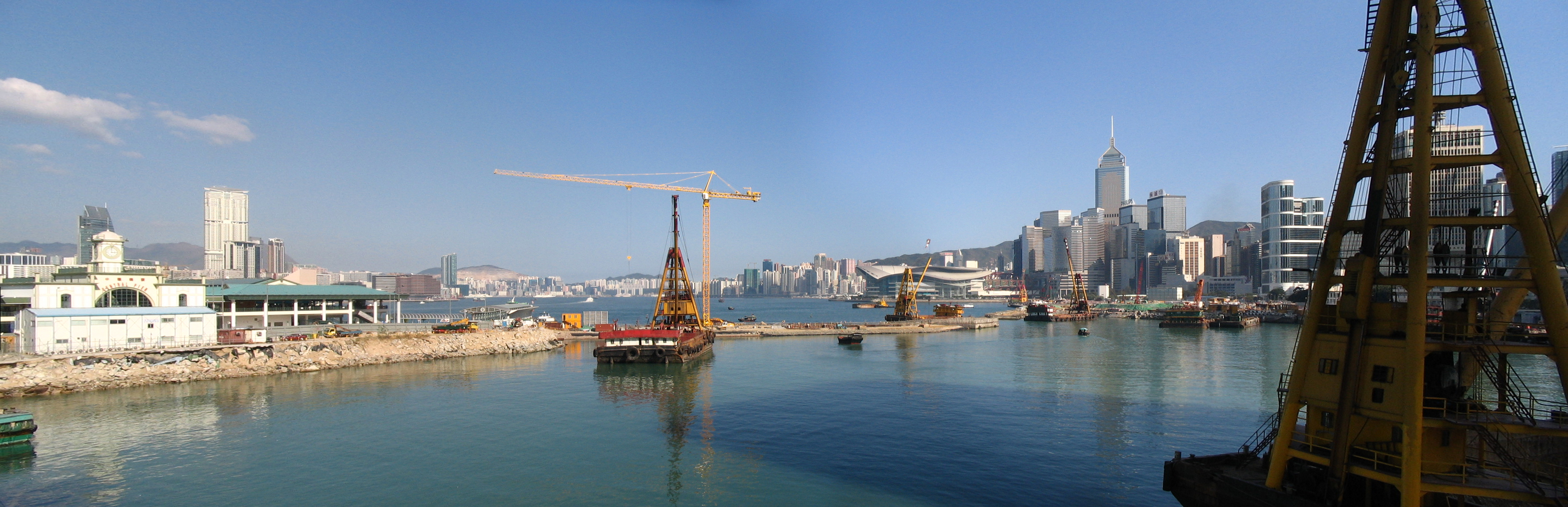
Fase 3 della bonifica di Central nel gennaio 2008

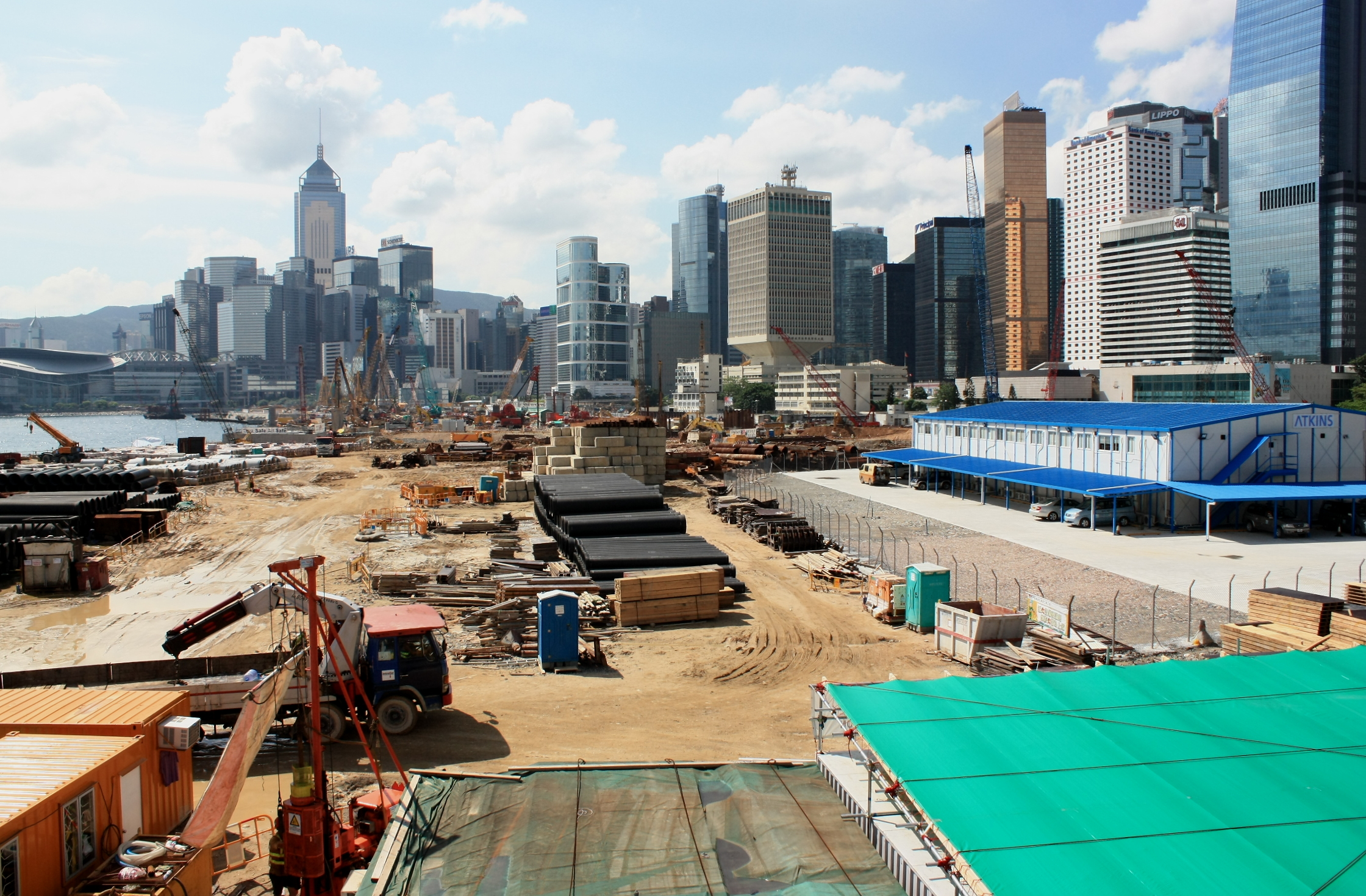
Fase 3 della bonifica di Central nel giugno 2009

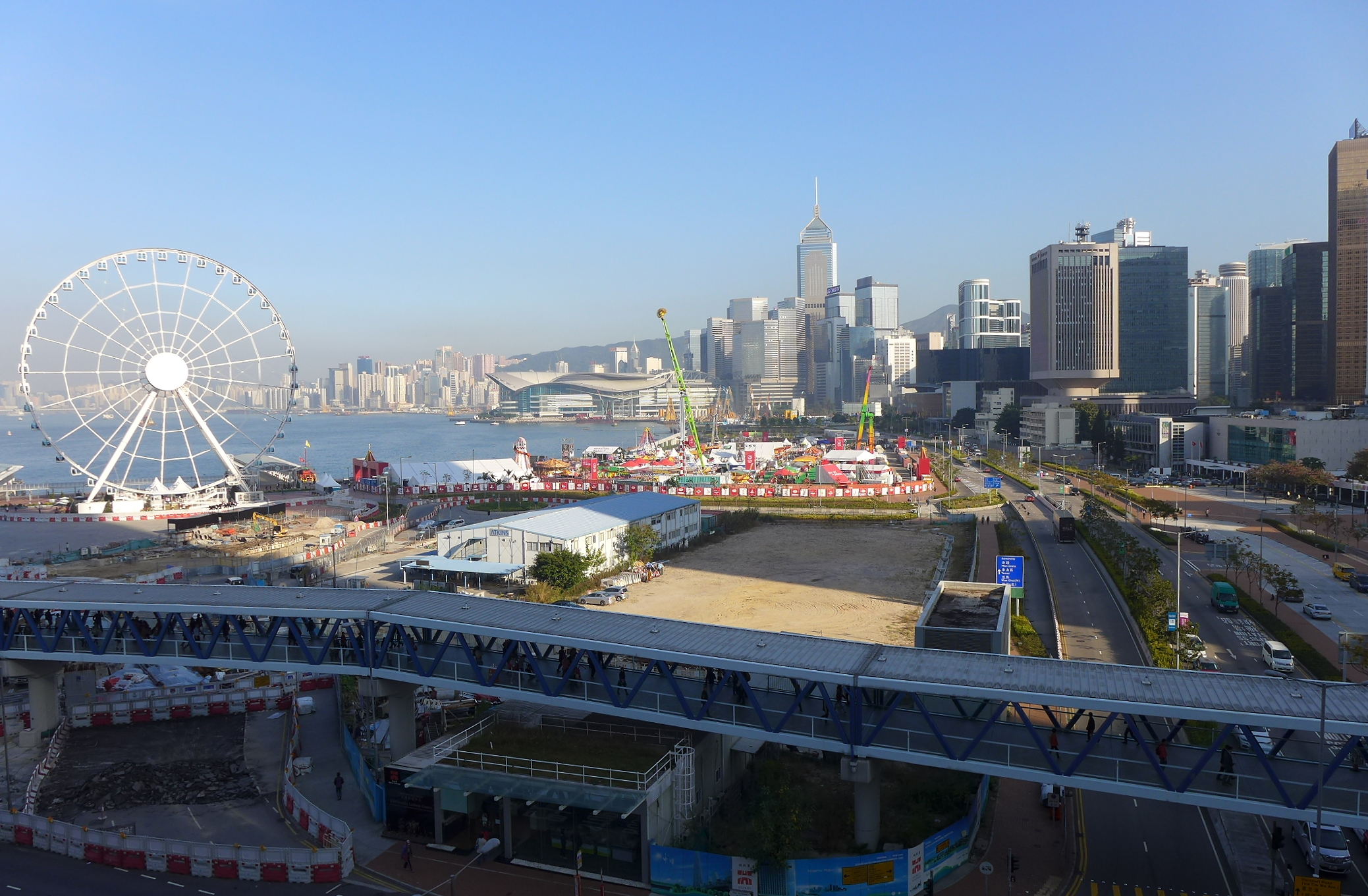
Fase 3 della bonifica di Central nel gennaio 2015

Il progetto era suddiviso in cinque fasi.

### Bonifica di Central

#### Central Fase 1
La fase 1 ha comportato la bonifica di 20 ettari e la riqualificazione di 6 ettari di terreno tra Rumsey Street e Pedder Street, per la costruzione della stazione di Hong Kong della Airport Express Railway. Ha inoltre fornito terreni per nuovi moli e nuove strutture che sono sorte sui terreni bonificati. I lavori iniziarono nel 1993 e sono stati completati nel giugno 1998. Questa fase di bonifica era parte del programma Airport Core. Il costo era di 2,710 miliardi di HK$. Al termine del progetto, il litorale di Central si estendeva per 350 metri oltre il litorale originario.

#### Central Fase 2
La fase 2 ha bonificato 5,3 ettari di terreno presso l'ex base navale di Tamar. La bonifica ha costituito un terreno per il centro amministrativo di Tamar e anche cinque siti per lo sviluppo commerciale. I lavori sono iniziati nel dicembre 1994 e sono stati completati nel settembre 1997, per un costo di 320 milioni di HK$.

#### Central Fase 3
La fase 3 prevedeva la bonifica per la creazione di un binario sopraelevato dell'Airport Express, per la sezione ovest della proposta North Island Line e per il Central-Wan Chai Bypass, nuovi moli Star Ferry e nuove strade. Il costo era di 3·561,5 milioni di HK$. Inizialmente era previsto il recupero di 32 ettari di terreno, ma l'area è stata ridotta a 18 ettari dopo alcune proteste.
I lavori sono iniziati il 28 febbraio 2003. La costruzione in superficie è stata completata nel 2011, mentre la tangenziale sotterranea del Central-Wan Chai Bypass è stata aperta il 20 gennaio 2019.

### Progetto per lo sviluppo di Wan Chai

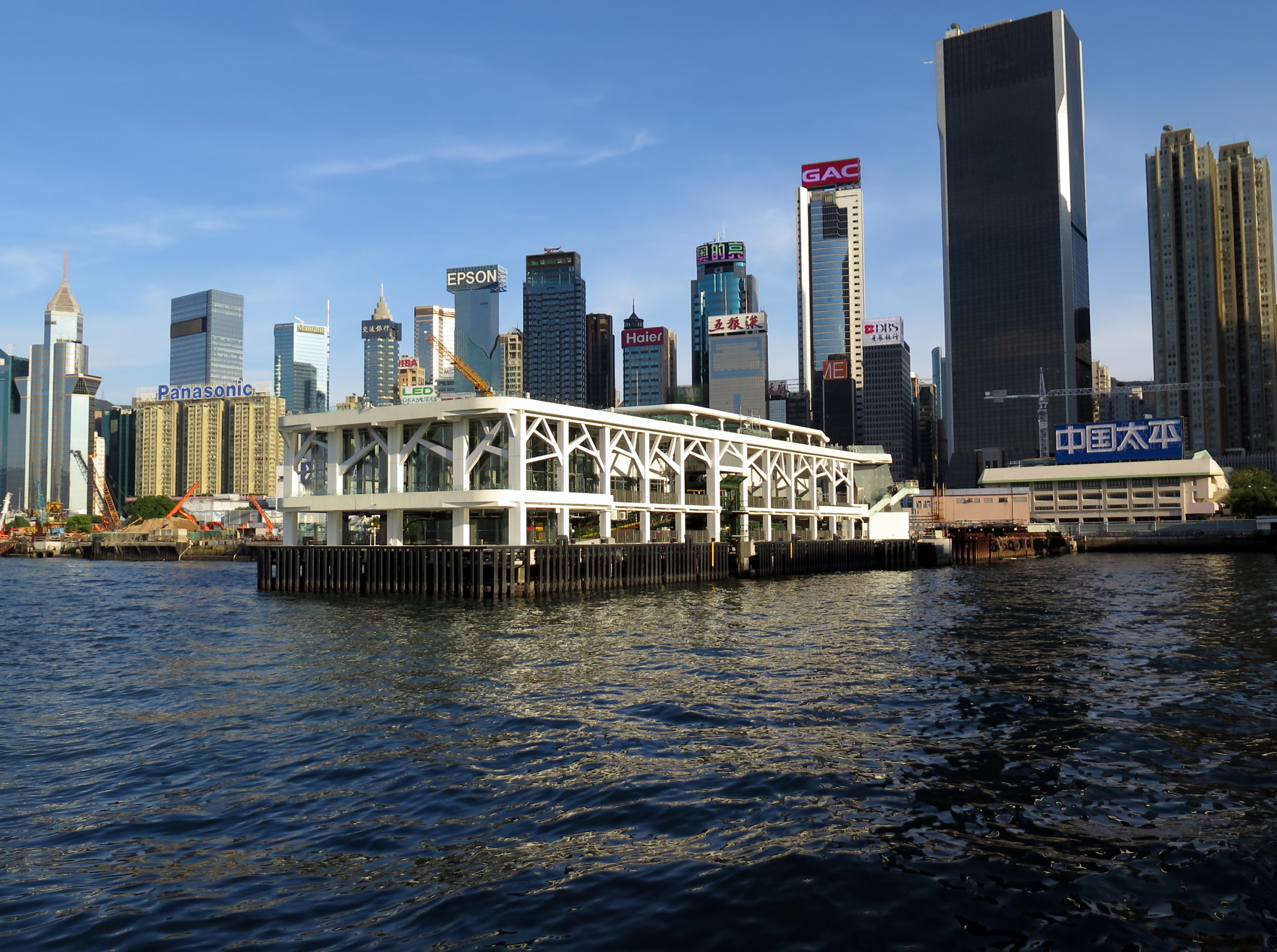
Il nuovo molo di Wan Chai

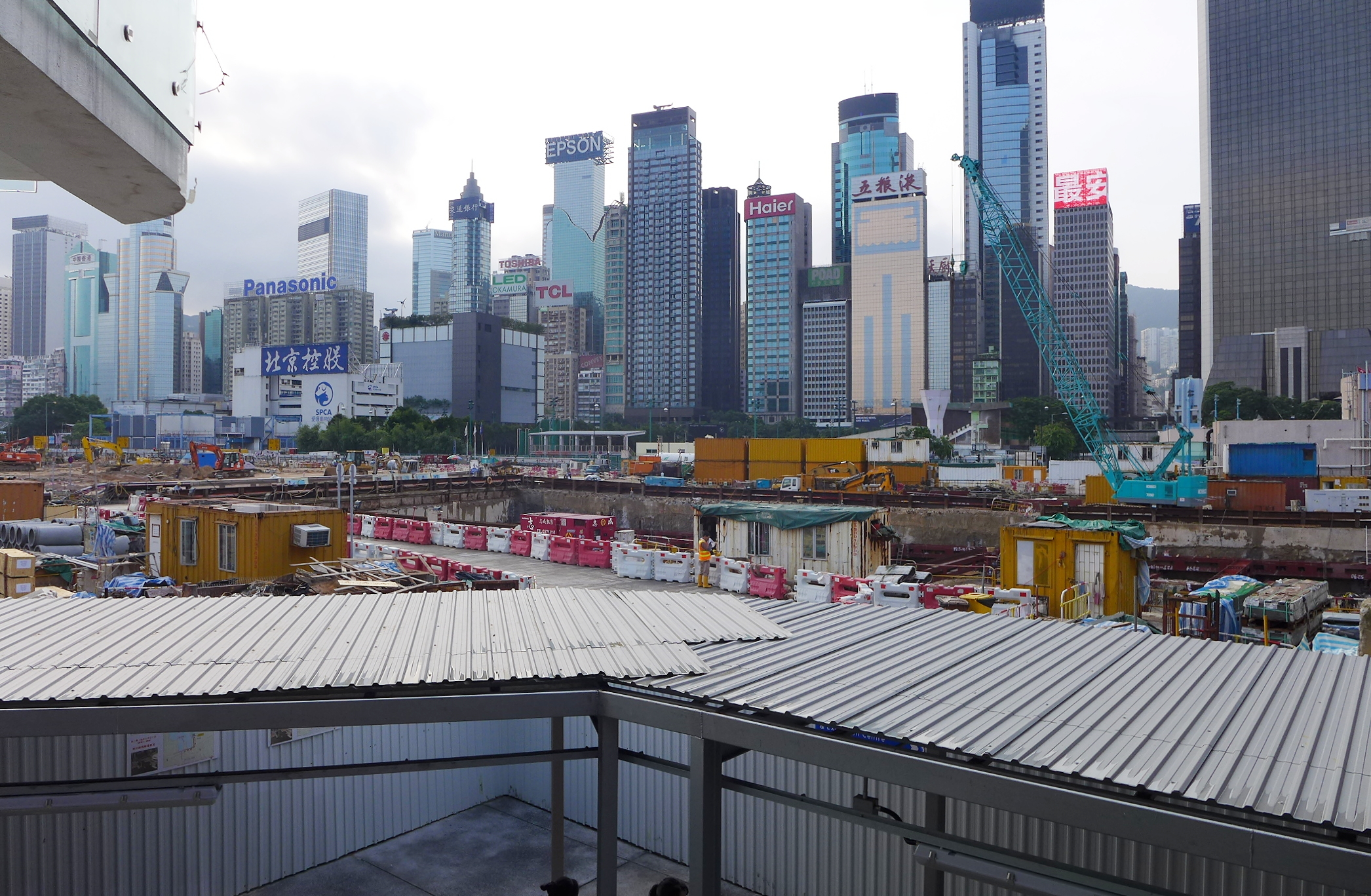
Fase 2 della bonifica di Wan Chai, ottobre 2014

#### Wan Chai Fase 1
La fase 1 di bonifica di Wan Chai (nota anche come "Bonifica dell'isola per l'estensione del Centro congressi ed esposizioni di Hong Kong") comprendeva la formazione di un'isola di 70000 m² sul lato settentrionale del Centro congressi ed esposizioni di Hong Kong, in modo da poter costruire una nuova ala del Centro congressi. La configurazione dell'isola serve a garantire che la qualità dell'acqua nelle vicinanze rimanga a livelli soddisfacenti dopo il completamento della bonifica. I lavori sono iniziati nel marzo 1994 e sono stati completati nel luglio 1997.

#### Wan Chai Fase 2
La fase 2 si sviluppa lungo il limite acquatico dalla Central Fase 3 fino a Causeway Bay. Questo progetto da 10,5 miliardi di HK$, insieme alle fasi di bonifica di Central I, II e III, aveva come obiettivo primario fornire terreni per la costruzione del Central-Wan Chai Bypass e dell'Island Eastern Corridor Link, una zona per l'edificazione di una sezione della Sha Tin-Central, e della North Island Line. I lavori di costruzione sono iniziati nel 2009.
A causa della natura multiforme del progetto, che coinvolge la creazione di strade, la bonifica del terreno e lo sviluppo del litorale, il progetto è supervisionato congiuntamente dal Dipartimento delle autostrade e dal Dipartimento di ingegneria civile e sviluppo, che insieme hanno nominato un appaltatore per ogni località coinvolta.
I lavori interessano anche la bonifica, temporanea, sebbene il progetto durerà per diversi anni, del Causeway Bay Typhoon Shelter e dell'ex area di lavoro del carico pubblico. Nel marzo 2008, una sentenza ha dichiarato che la legge per la protezione dell'ordinanza portuale si applicava ai lavori di bonifica di Wan Chai, e quindi il governo era tenuto a dimostrare l'esistenza di un "bisogno pubblico necessario" per l'avvio della bonifica. Il governo si è quindi impegnato a mantenere "al minimo" le bonifiche temporanee e a ripristinare i fondali del Victoria Harbour dopo il completamento dei lavori di costruzione.

## Controversie

### Proteste pubbliche
Alcuni residenti di Hong Kong ritenevano che il piano di bonifica fosse totalmente inutile, in quanto si sarebbe limitato a ridurre le dimensioni del Victoria Harbour. Invece di costruire una tangenziale, gli oppositori hanno sollecitato il governo ad avviare un sistema di pedaggio stradale elettronico nella comunità. Il 5 ottobre 2003 oltre 1000 manifestanti vestiti di blu hanno marciato contro il governo centrale, chiedendo l'interruzione dei lavori di bonifica.
Il 25 settembre 2003 la società per la protezione del porto (SPH) ha chiesto la sospensione del progetto, la revisione giudiziaria e il divieto al governo di proseguire con la terza fase del progetto della bonifica di Central. Il governo ha potuto riprendere i lavori per la bonifica di 230000 m² del porto dopo che la SPH non è riuscita ad ottenere un'ordinanza del tribunale per sospendere provvisoriamente i lavori prima del riesame giudiziario di dicembre.
Nel settembre 2004, il politico Law Chi-kwong ha nuotato davanti a Victoria Harbour con una targa che recitava "Goodbye to the Queen", per protestare contro la bonifica di Central e Wan Chai, in particolare per la perdita del Queen's Pier.
Ulteriori proteste si sollevarono alla fine del 2006, quando fu rivelato che i piani avrebbero comportato la distruzione di due importanti monumenti del lungomare: l'Edinburgh Place Ferry Pier e il Queen's Pier. Entrambi sono diventati potenti simboli per gli ambientalisti, che hanno organizzato proteste e manifestazioni per preservare la memoria collettiva di Hong Kong.

### Procedimenti giudiziari
L'SPH ha richiesto un riesame giudiziario sulla bonifica in due occasioni, il 27 febbraio e il 25 settembre 2003. Il 6 ottobre 2003 l'Alta corte ha permesso al governo di procedere con la bonifica di Central; tuttavia, il 1º settembre 2004 la Corte di appello ha respinto la proposta del Consiglio di pianificazione urbanistica sul progetto del piano di zonizzazione di Wan Chai North e ha disposto la revisione della Wan Chai Fase 2.
Nel tentativo di ammorbidire l'opposizione al progetto di bonifica, il governo ha proposto che la terra bonificata sopra il tunnel sotterraneo del Central–Wan Chai Bypass venga utilizzata per la costruzione di una passeggiata lungomare.

### Inquinamento marino
Nell'ottobre 2003 Greenpeace ha affermato che la bonifica di Central avrebbe creato 580000 m³ di limo tossico, il 63% dei quali classificato come "gravemente contaminato" dal Dipartimento per la protezione ambientale. Gli attivisti vennero respinti quando tentarono di raccogliere campioni di fango dal sito di bonifica di Central per l'analisi. Il governo venne accusato da Greenpeace di utilizzare metodi di dragaggio "economici e obsoleti" durante le bonifiche, riversando rifiuti tossici nel porto.
Il governo venne inoltre accusato di aver scaricato i rifiuti tossici dragati in siti isolani periferici vicino a una barriera corallina artificiale creata per proteggere la vita marina, tra cui il delfino bianco cinese. I pescatori hanno riferito che il numero delle catture si era dimezzato dall'inizio della bonifica. Il governo ha risposto che la bonifica «non avrebbe causato danni marittimi irreversibili».

### Turbative
Nel 2003, un'indagine ha individuato che il governo ha violato le regole di gara dell'Organizzazione mondiale del commercio nell'aggiudicazione dell'appalto, modificando ingiustamente le condizioni di gara della terza fase della bonifica di Central dopo la chiusura della gara. Tuttavia, la sentenza dell'OMC non è giuridicamente vincolante.